# Ґрітінґ
Ґрітінґ (давньоскан. Grýtingr) — напівлегендарний конунг Тренделагу, очолював ворожі Гаральду Прекрасноволосому сили в битві при Оркдалі. Епізодично згадуваний в «Сазі про Гаральда Прекрасноволосого» в «Колі Земному».

## Життєпис
«Сага про Гаральда Прекрасноволосого» авторства ісландського скальда Сноррі Стурлусона не наводить жодних відомостей про нього. Оскільки він згадуваний лише за ім'ям, невідоме навіть ім'я його батька. Щоб протистояти навалі, Ґрітінґ зібрав загін в селищі Оркдал, але Гаральд переміг і поневолив правителя, заставивши його принести клятву вірності. Про подальшу долю переможеного невідомо. Але в наступній частині, після битви в Оркдалі, Сноррі згадує про те, що Гаральд приділяв чималу увагу адміністративному впорядкуванню завойованих володінь. Імовірно, що Ґрітінґ міг і далі виконувати певні обов'язки перед новим сюзереном.